# Hilary Maclean
Pour les articles homonymes, voir MacLean.
Hilary Maclean est une actrice britannique née à Édimbourg en Écosse.

## Biographie
Elle est spécialisée dans les séries télévisées. 
Son prénom s'orthographie parfois Hillary avec deux l au lieu d'un seul.

## Filmographie
- 1992 : Blue Black Permanent : Wendy
- 1992 : Wilderness Edge : Liz
- 1993 : Strathblair
- 1987-1994 : Taggart : Fern McCulloch / Cathy Adams
- 1994 : Doctor Finlay (en) : Annie
- 1998 : Birds of a Feather (en) : docteure Drummond
- 1999 : The Colour of Justice : Bethel
- 1999 : Psychos : docteure Marsh
- 1999 : Life Support : Viv Sutherland
- 1999 : Le docteur mène l'enquête (en) (série télévisée) : Debby Miller
- 1995-2000 : The Bill (série télévisée) : Janet Kennard / Josephine Jarman / Sandra Hewlitt
- 2000 : The Creatives : Jill
- 2001 : Monarch of the Glen (en) (série télévisée) : Lizzie MacDonald
- 2003 : Alibi : Steph
- 2004 : Making Waves (en) (série télévisée) : Cathy Brooke
- 2005 : Holby City : Elinor Campion
- 2007 : Nobody's Perfect : Jane
- 2008 : Filth: The Mary Whitehouse Story (en) : Brenda
- 2009 : Half Moon Investigations (en) (série télévisée) : Madame Moon
- 2009 : Torchwood : Anna Frobisher
- 2010-2012 : Lip Service (série télévisée) : Alma, la maman de Frankie
- 2014 : Casualty (série télévisée) : Susan Napier
- 2014 : Outlander (série télévisée) : Edina
- 2015 : Arthur & George (série télévisée) : Connie
- 2015 : Coronation Street (série télévisée) : Heather Macnee
- 2005-2016 : Doctors (série télévisée) : Cara Kellen / Henrietta Ridgard